# Кубок Занзибара по футболу
Кубок Занзибара по футболу (англ. Zanzibar Cup) — ежегодный футбольный турнир на Занзибаре. Проводится Занзибарской федерацией футбола.
Первые данные о проведении Кубка Занзибара относятся к 1926 году, где сыграли девять команд из города Занзибар. Победителем стал «Мнази Моджа», обыгравшая в финале «Нью Кингз». В 1931 году сильнейшей командой стал департамент общественных работ (ПВД), в 1994 году — «Малинди», в 1998 году — «Джамхури», а в 2002 году — КМКМ.
В современном виде турнир проводится с 2019 года и обладатель кубка получает право сыграть на всеафриканском уровне — в Кубке Конфедерации КАФ. Действующим победителем турнира является ЖКУ, обыгравший в 2023 году «Чипукизи» (2:0).
Кубок Занзибара не следует путать с другими кубковыми турнирами с участием занзибарских команд, такими как Кубок Ньерере (сейчас — Кубок Танзании) и Кубком Мапиндузи, проводимого в честь Занзибарской революции, где участвуют различные африканские команды.

## Результаты
| Сезон | Победитель                           | Счёт                                 | Финалист                             |
| ----- | ------------------------------------ | ------------------------------------ | ------------------------------------ |
| 1926  | Мнази Моджа                          | 1:0                                  | Нью Кингз                            |
| 1931  | ПВД                                  |                                      |                                      |
| 1994  | Малинди                              |                                      |                                      |
| 1998  | Джамхури                             | 2:1                                  | Шангани                              |
| 2001  | Участники финала — Полиси и Миембени | Участники финала — Полиси и Миембени | Участники финала — Полиси и Миембени |
| 2002  | КМКМ                                 |                                      |                                      |
| 2019  | Малинди                              | 0:0 (4:2 пен.)                       | ЖКУ                                  |
| 2021  | Мафунзо                              | 1:1 (4:3 пен.)                       | КВЗ                                  |
| 2022  | Кипанга                              | 1:0                                  | Чипукизи                             |
| 2023  | ЖКУ                                  | 2:0                                  | Чипукизи                             |

## Победители по клубам
| Клуб        | Побед | Победы по годам |
| ----------- | ----- | --------------- |
| Малинди     | 2     | 1994, 2019      |
| Мнази Моджа | 1     | 1926            |
| ПВД         | 1     | 1931            |
| Джамхури    | 1     | 1998            |
| КМКМ        | 1     | 2002            |
| Мафунзо     | 1     | 2021            |
| Кипанга     | 1     | 2022            |
| ЖКУ         | 1     | 2023            |